# アルキメディアン・スクリュー

水を汲み上げる動作のイメージ映像

アルキメディアン・スクリュー（英: Archimedean screw）、アルキメデスの螺旋（-らせん、英: Archimedes' screw）、またはスクリューポンプ（英: Screw pump）とはポンプ、スクリューの一種である。管の内部に螺旋があり、回転する事で連続的に上方へ移動させる。効率は低いが、粘性のある液体の搬送にも適している。主に液体の搬送などに使われるほか、砕氷船等の推進器としても用いられる。また、逆の動作となるが、上部から水を通すことで得られるシャフト（軸）の回転を利用したマイクロ水力発電にも活用されている。
アルキメデスが発明したとの言い伝えからこの名が付けられたが、アルキメデスの時代よりも4世紀前の紀元前7世紀、アッシリア王センナケリブの時代に既に使用されていたとする学説もある。

## 歴史

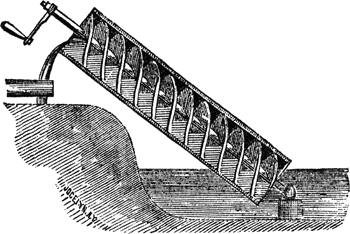
アルキメディアン・スクリュー

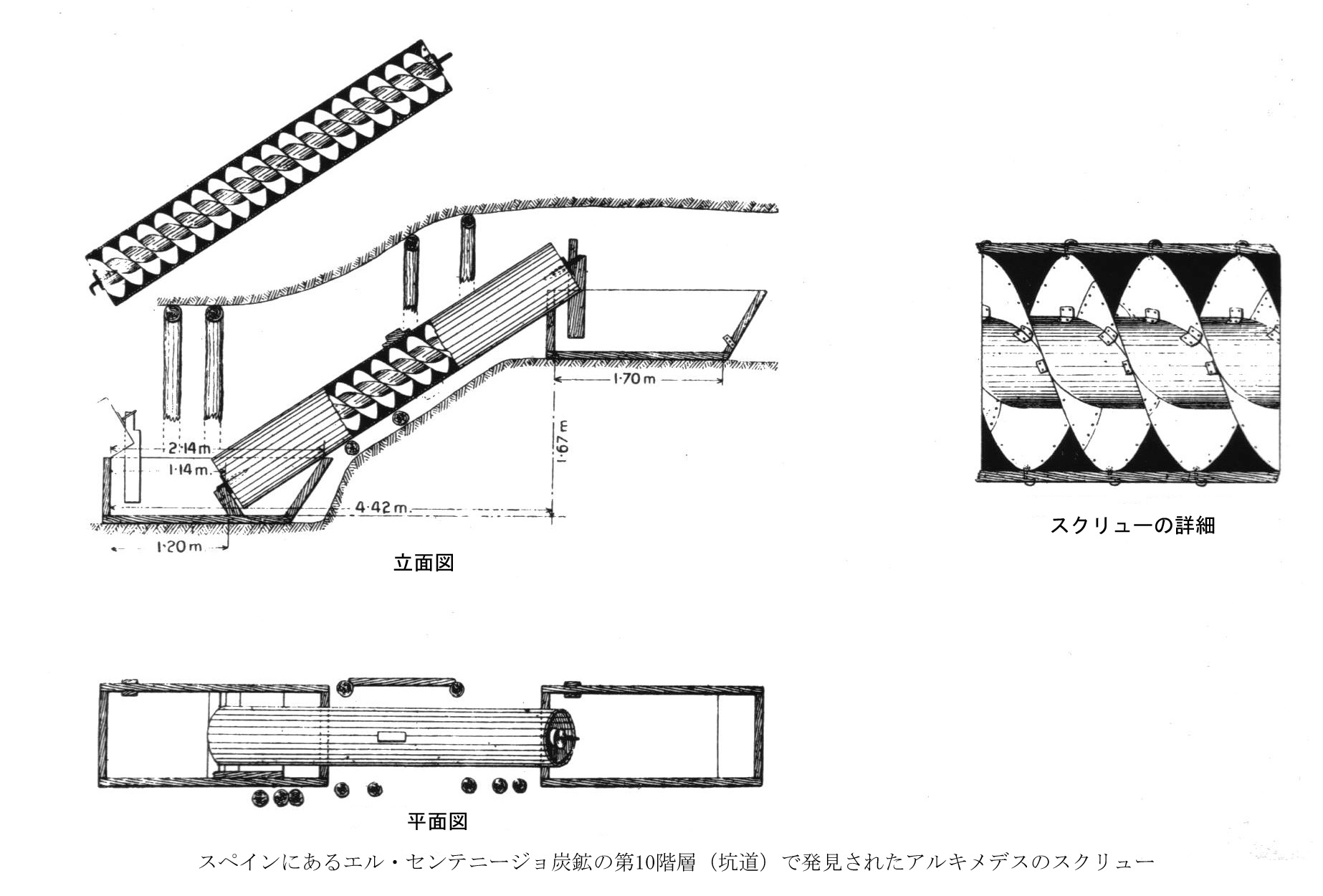
スペインの炭鉱の排水のために用いられた、ローマ時代のスクリュー

一般的には、スクリューポンプはアルキメデスがエジプトを訪問した際に彼が考案したとされる。ヘレニズム時代以前にこの装置がギリシアには知られていなかったことと、アルキメデスが生きていた時代に、名も無き技術者によりこの装置がギリシア世界にもたらされたことにより、この言い伝えが生まれたのかもしれない。ギリシア・ローマ時代のスクリューポンプの描写を見る限りでは、装置全体を回すために、人が装置の外側を足で踏んでいた。そのため、装置の外周の筒が、スクリューにしっかりと固定されている必要があった。

一部の研究者は、古代の世界の七不思議の１つであるバビロンの空中庭園を灌漑するために、すでにスクリューが用いられていたと主張している。ステファニー・ダリーが翻訳した、アッシリア王センナケリブ（紀元前704-681年）の楔形文字の文書には、従来の説よりも約350年早い時期に、青銅で鋳造されたスクリューが用いられていたことが書かれている。ストラボンは、空中庭園がスクリューによって灌漑されていたと書いているが、これとまさに一致するのである。

14～15世紀のドイツの技術者コンラート・キーザーは、その著作「ベリフォルティス」(1405年)の中で、アルキメディアン・スクリューをクランクの仕組みにより動かす方法を述べている。この方法は便利であったため、昔ながらに筒を足で踏みつけて動かす方法に代わり、あっという間に広まっていった。

日本でも、かつては坑道の排水に汎用された。佐渡金山では水上輪や竜樋と言われ、1637年（寛永14年）に大阪の水学宗甫という盲人が佐渡金山に紹介した。江戸時代において、もっとも効率的に排水ができる装置であった。また、水学は1636年（寛永13年）に長崎港外神島沖に沈没していたポルトガル船から、からくりを用いて銀六百貫余を引揚げたと『長崎志』に記述されている。このほか1674年（延宝2年）頃、島根県の出雲で洪水が発生した後の田畑を開墾するために、上方から水学が招かれた記事が『荒懇権輿』にある。

## 作動原理と構造

アルキメディアン・スクリューの動き

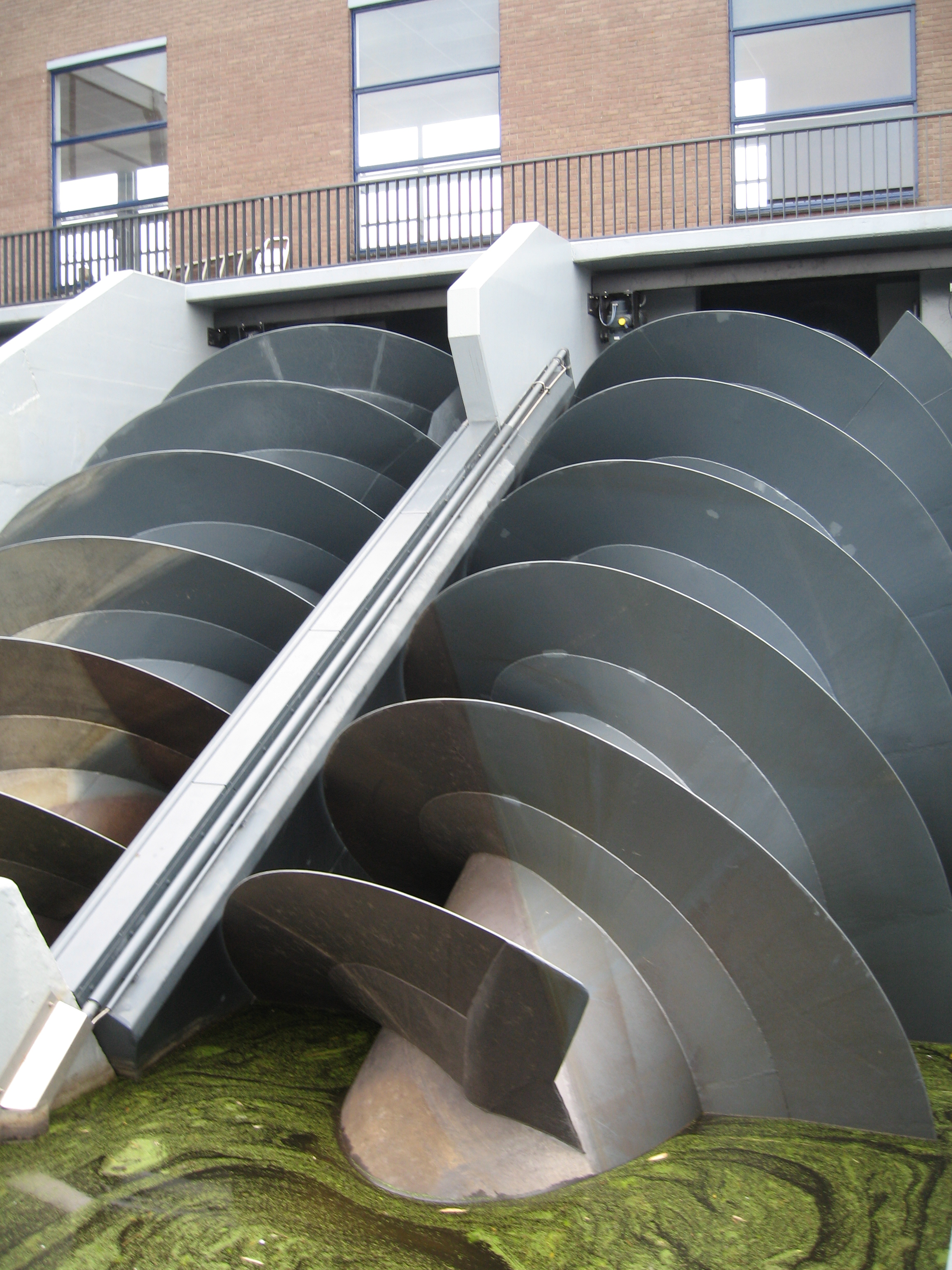
排水用風車の代わりとして設置 - オランダのキンデルダイク

管の内部に螺旋があり、回転する事で連続的に上方へ移動させる。効率は低いが、粘性のある液体の搬送にも適し、現代でも用いられる。
空洞の筒の中にスクリューがあり、螺旋状の面が中心の棒軸を囲むように作られる。スクリューは通常、風車、人力、牛やモーターなどにより回される。軸が回るとらせんの底面が一定量の水をすくう。この水は、回転する螺旋により上部へ押し上げられ、やがて筒の上部から流れ出す。
一回転するごとにすくわれる水の量が、漏れていく水の量と比べて大ければ、スクリューと筒の接触面の隙間を完全にふさぐ必要は無い。1つの層から水が漏れても、スクリューの次の層がそれを受け止め、上へと運んでいく。
静止した筒の中をスクリューが回転するのではなく、筒とスクリューが一体化して、同時に回転するタイプのものもある。この場合、スクリューと筒がピッチ（樹脂）または他の接着剤により貼り付けられたり、スクリューと筒が一体的に鋳造されたりする。
センナケリブが用いていた青銅製の重厚な装置は、駆動チェーンで動かす不安定なものだったが、ギリシアやローマの一般的なウォータースクリューのデザインである。細長い木材（まれに、青銅の板）を重い木製の柱に巻き付け、二重あるいは三重のらせんが作られた。らせんの回りに細長い板を固定し、ピッチ（樹脂）で防水処置して円筒が作られた。

## 応用形

### コンベヤー
スクリュー・コンベヤーは、筒の中に含まれたアルキメデスのスクリューである。モーターによって回転し、コンベヤーの端から端へと素材を届ける。特に、プラスチック粒子の射出成形や穀物の搬出など、粒状の素材の移動に適している。また、液体の移動にも用いられる。工業の現場においては、ロータリーバルブや搬送スクリューなど、一定割合または一定量の素材を工程に投入するために用いられる。

### 圧縮・成形
アルキメデスのスクリューの応用形は、射出成形機、ダイカストマシン、プラスチックの押出成形などでも見られる。それらの機械においては、素材を圧縮・融解するために、らせん部分の幅が狭い逓減ピッチが用いられている。回転スクリュー圧縮機もアルキメデスのスクリューを用いているほか、一部のごみ圧縮機でも利用されている。

### 推進装置

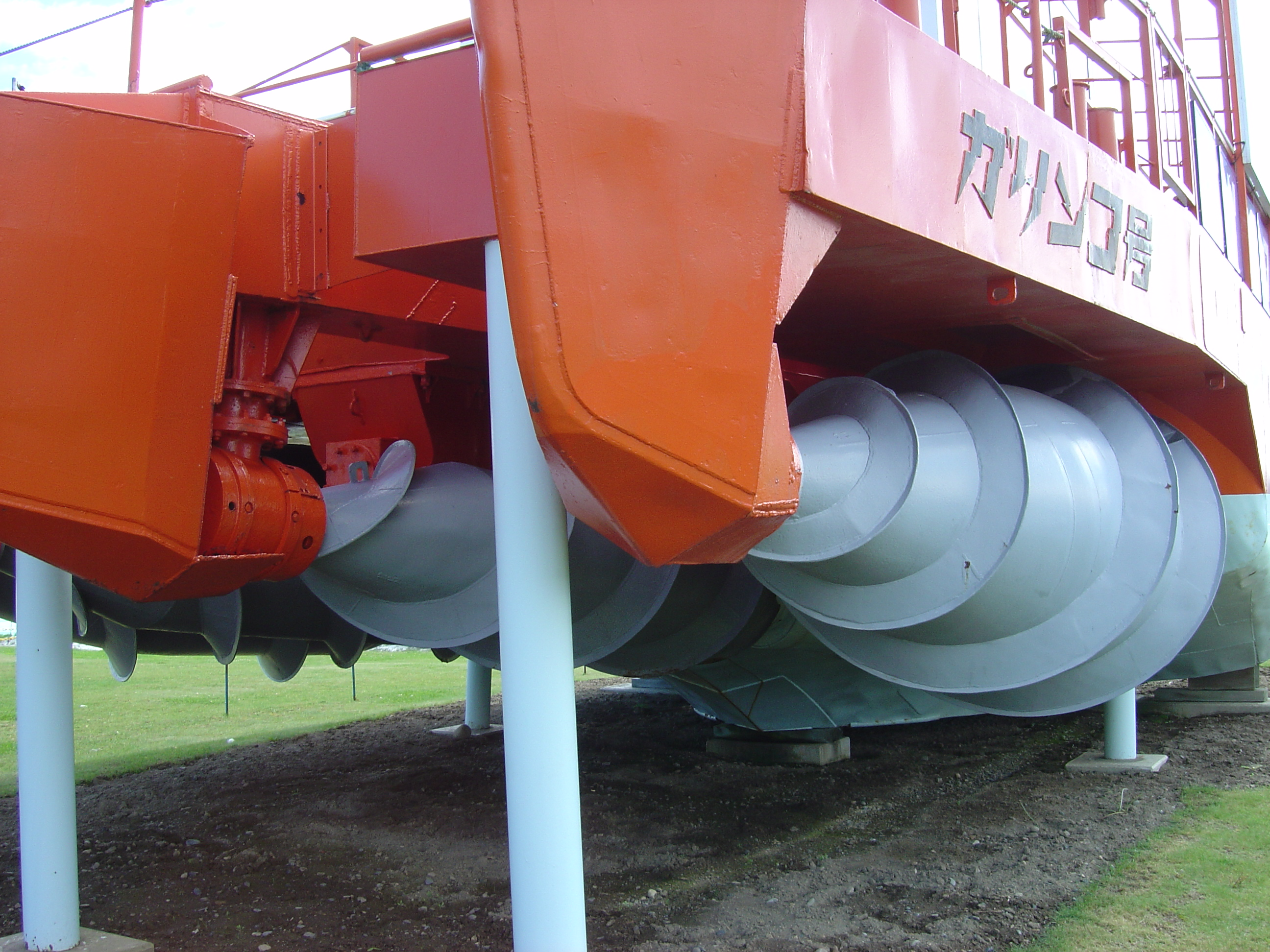
ガリンコ号のアルキメディアン・スクリュー
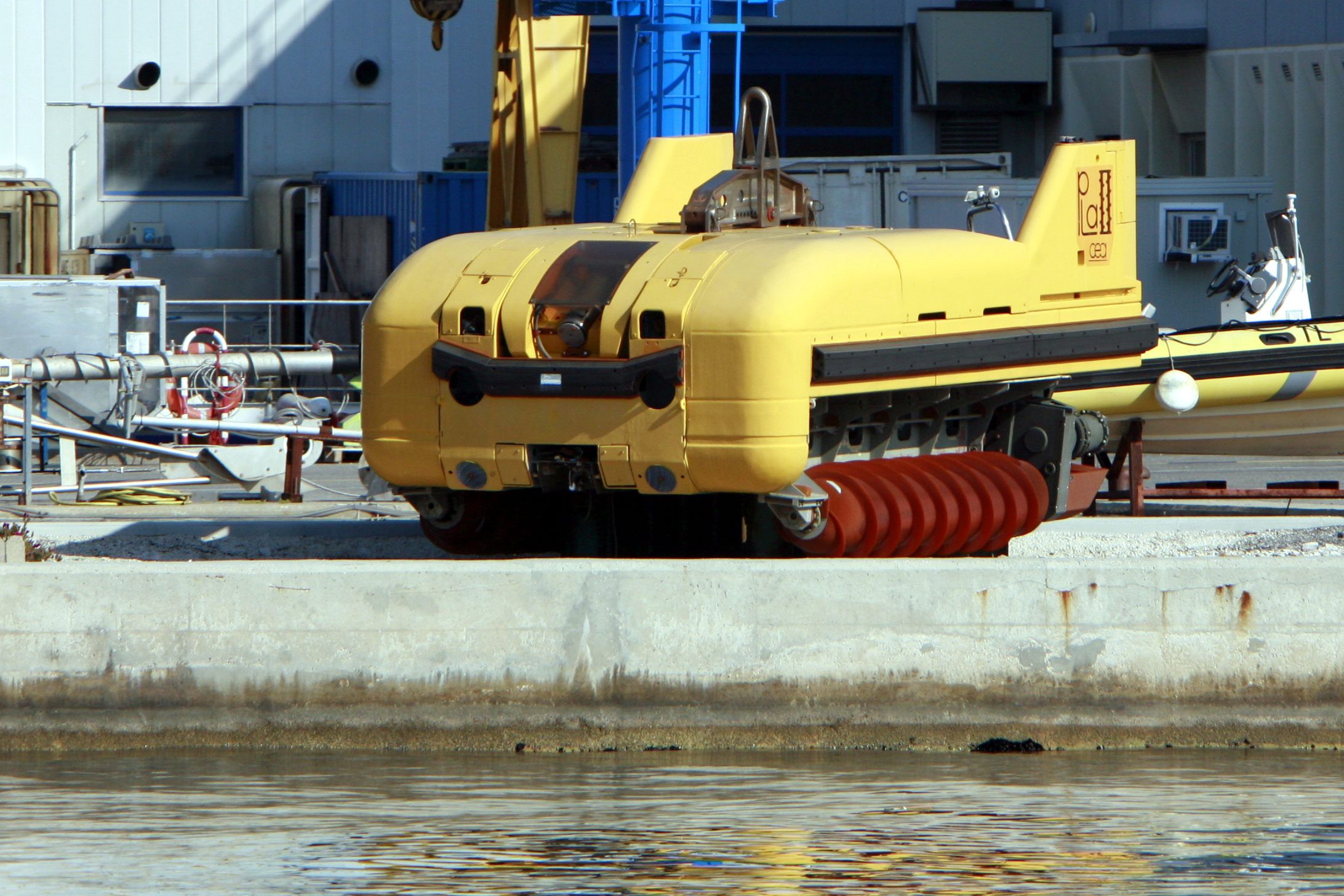
海底を移動する潜水艇の推進装置としても使用される。

### 逆動作を用いた発電

上部からの水にて回転するスクリュー

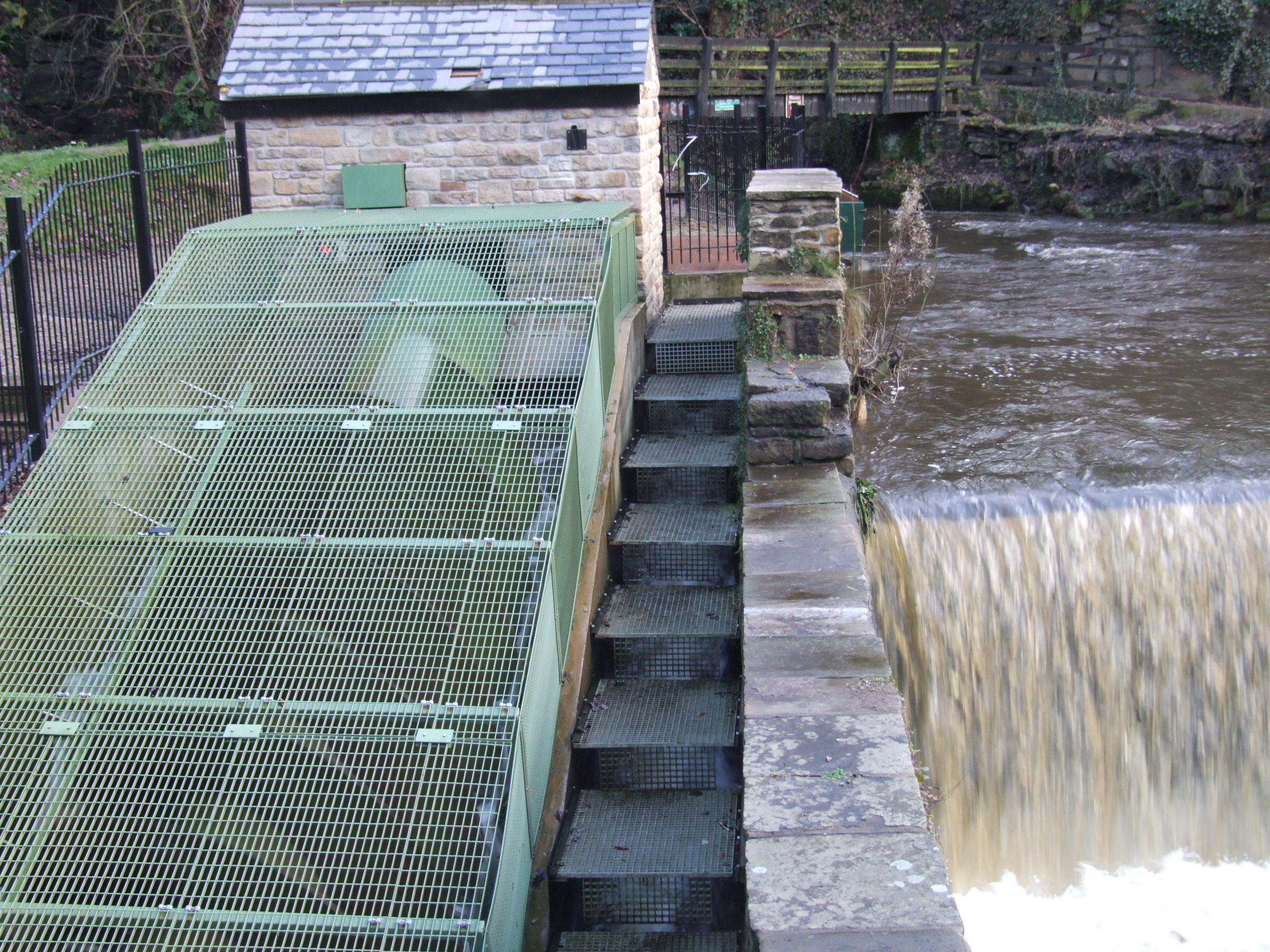
トロス水力発電所

水をアルキメデスのスクリューの上部に注ぐと、スクリューが回る。回転するシャフト（軸）は発電機を回すことができる。このような装置はポンプのスクリューと同様の有益性がある。非常に汚れた水や、極端に水量が増減する場合にあっても、効率的に水流を利用することができる。英国では、2か所でスクリューの回転を利用したマイクロ水力発電施設（出力100kW以下）を稼働させている。同国ノースヨークシャー州にあるセトル町（Settle, North Yorkshire）に設置されたセトル水力発電所と、同国ダービシャー州にあるニュー・ミルズ町（New Mills, Derbyshire）に設置されたトロス水力発電所である。落差の少ない英国の一般的な河川でも小規模の発電機を動かすことができる。例えば、テムズ川の水流を利用して、ウィンザー城にも電力を供給している。
2017年、米国コネティカット州のメリデン市に、米国で最初のスクリュー型発電機が稼働した。メリデン市の事業では、ニューイングランド水力発電（米国マサチューセッツ州）が設備を建設・運営している。最大出力は193kW。5年間の稼働期間において約55%の設備利用率を想定している。